# Naarvanjärvi (sjö i Ilomants, Norra Karelen)
Naarvanjärvi är en sjö i kommunen Ilomants i landskapet Norra Karelen i Finland. Sjön ligger 147,3 meter över havet. Den är 7,6 meter djup. Arean är 1,28 kvadratkilometer och strandlinjen är 15,67 kilometer lång. Sjön  ingår i Vuoksens huvudavrinningsområde.   Den ligger omkring 81 kilometer nordöst om Joensuu och omkring 450 kilometer nordöst om Helsingfors. 
I sjön finns öarna Talassaari och Matinsaari. Nordöst om Naarvanjärvi ligger Haapajoki. 